# JDŽ 1932 bis 1937
Die JDŽ 1932 bis 1937 waren schmalspurige Schlepptenderlokomotiven, die von den Jugoslawischen Staatsbahnen (JDŽ) für die vormalige Steinbeisbahn im heutigen Bosnien-Herzegowina beschafft wurden.

## Geschichte

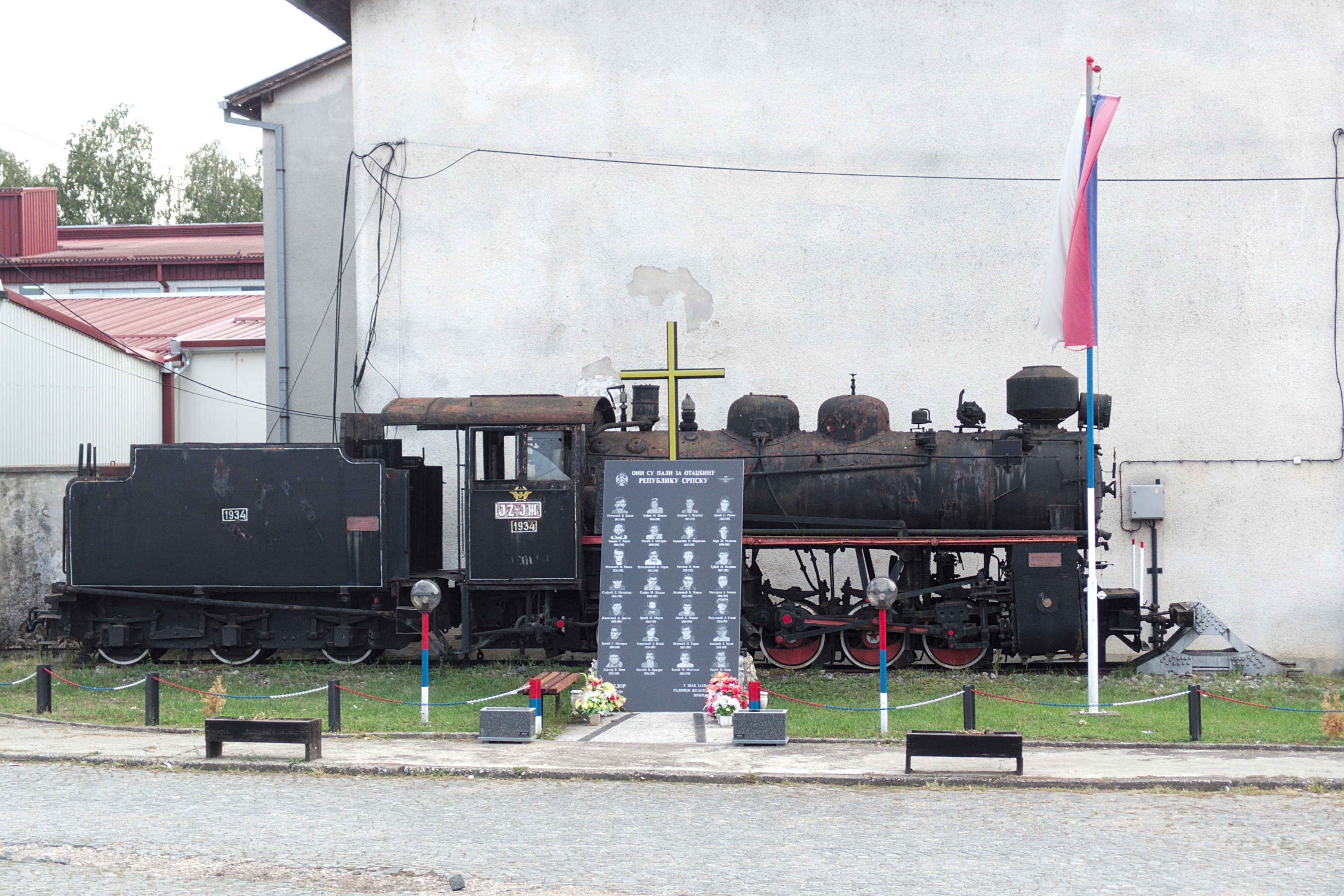
Lok 1934 als Denkmal in Prijedor (August 2013).

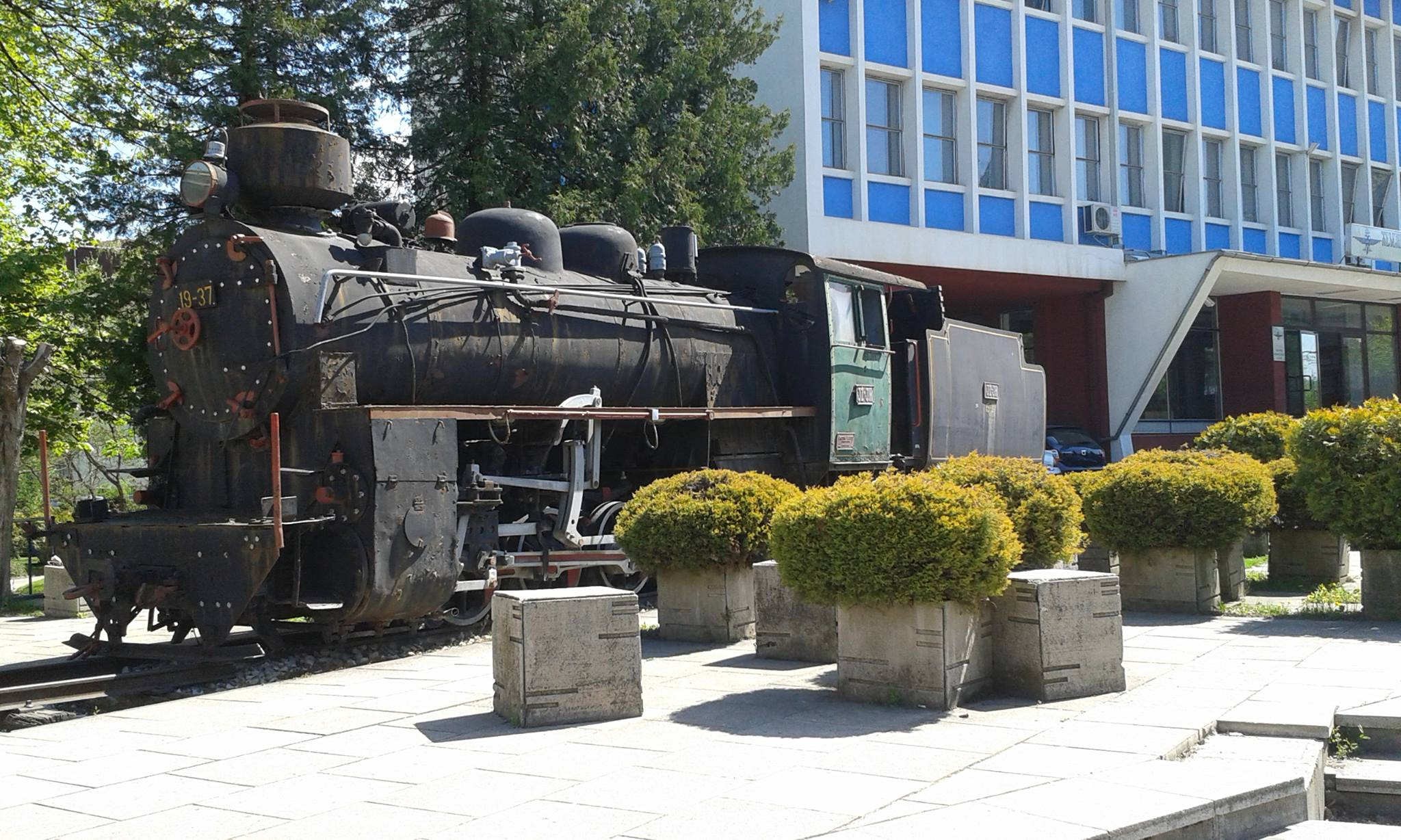
Lok 1937 in Doboj (April 2015).

Diese sechs Lokomotiven wurden unmittelbar nach dem Zweiten Weltkrieg von Škoda in Plzeň nach Jugoslawien geliefert. Zum Einsatz kamen sie auf der Steinbeisbahn, die ursprünglich als Waldbahn durch eine private Firma erbaut worden war.
Nach der Einstellung der Bahn im Jahr 1975 kamen zwei Lokomotiven zur Kohlenbahn Banovići, wo sie weiter eingesetzt wurden. Eine der Lokomotiven (1934) wurde am Bahnhof Prijedor als Denkmal aufgestellt, eine weitere (1937) steht ebenfalls als Denkmal seit dem 15. April 1985 in der Innenstadt von Doboj vor dem Gebäude, in dem sich seit 1996 der Sitz der Željeznice Republike Srpske befindet. Die 1933 wird im Depot Banja Luka aufbewahrt und ist ebenfalls für eine museale Erhaltung vorgesehen.
Die in Banovići vorhanden gewesene Lokomotive 1932 kaufte 1989 der österreichische Eisenbahnverein Club 760 für seine Lokomotivsammlung. In der ÖBB-Hauptwerkstätte Knittelfeld erhielt die Lok später eine Hauptuntersuchung, eine Fertigstellung der Lok unterblieb aber. Der Club 760 vermietete die Lok schließlich im Jahr 2008 an den tschechischen Verein Slezské zemské dráhy mit Sitz in Krnov. Dort wurde die nun als U 57.001 bezeichnete Lokomotive mit den noch fehlenden Baugruppen komplettiert und an die technischen Vorschriften in Tschechien angepasst. Am 22. Mai 2009 wurde die Lok auf der Schmalspurbahn Třemešná ve Slezsku–Osoblaha wieder in Betrieb genommen. Dort kommt sie seitdem regelmäßig vor den im Sommerhalbjahr verkehrenden Nostalgiezügen zum Einsatz.